# Stefan Frenkel
Stefan Frenkel (Varsavia, 21 novembre 1902 – New York City, 1º marzo 1979) è stato un violinista e docente polacco naturalizzato statunitense.

## Biografia
Stefan Frenkel prese le sue prime lezioni di violino dallo zio Moritz Frenkel e debuttò nel 1918 nella sua città natale con il Concerto di Čajkovskij. Si trasferì a Berlino e dal 1919 al 1921 studiò per un breve periodo con Adolf Busch e poi con Carl Flesch all’Accademia di musica di Berlino prendendo anche lezioni di composizione da Friedrich Ernst Koch. Dal 1924 al 1927 Frenkel fu la spalla della Filarmonica di Dresda. Negli anni Venti e Trenta Frenkel si impegnò per diffondere la musica contemporanea. Divenne membro della ‘Internationalen Gesellschaft für Neue Musik’, partecipò ai suoi festival e collaborò con il pianista Paul Aron. Insieme si esibirono nel ciclo di concerti "Neue Musik Paul Aron", suonando opere di Karol Rathaus, Paul Amadeus Pisk, Béla Bartók, Philipp Jarnach, Hermann Reutter, Maurice Ravel e altri autori. 
Frenkel fu amico di Kurt Weill e collaborò alla stesura del Concerto per violino e orchestra di fiati.
Nel 1929-30 Frenkel portò a termine la trascrizione di 7 brani tratti dalla Dreigroschenoper (L'opera da tre soldi) di Weill. Nel 1930 Frenkel ne effettuò la prima esecuzione a Königsberg col pianista Erich Seidler.
Dopo l’ascesa al potere dei nazionalsocialisti, Frenkel poté tenere concerti solo in occasione di eventi organizzati dall'Associazione Culturale Ebraica. Nel 1935 decise di emigrare in Svizzera e divenne la spalla dell'Orchestre de la Suisse Romande a Ginevra. Nel 1936 Frenkel andò in esilio negli Stati Uniti. Dopo aver tentato la carriera concertistica senza successo, ricoprì l’incarico di spalla del Metropolitan Opera (Met) di New York dal 1936 al 1940. Insegnò violino all'Università di Princeton (1964-1968) e, durante le estati, lavorò come spalla all’Opera di Rio de Janeiro e di Santa Fe. Mancò a New York il 1º marzo 1979.

## Composizioni
Selezione 
- Konzert für Violine und Streichorchester op. 9, Berlino, Ries & Erler, 1929
- Kleine Suite für Violine und Streichorchester op. 12, Berlino, Ries & Erler, 1931

Stefan Frenkel ha composto anche una Sonata per violino, musica da camera e un pezzo per pianoforte.

## Trascrizioni
- Kurt Weill, 7 Stücke nach der Dreigroschenoper, per violino e pianoforte (trascritti da Stefan Frenkel), Wien, Universal edition, 1930 (UE 9969)